# 臼井麗香
臼井 麗香（うすい れいか、1998年12月7日 - ）は、栃木県鹿沼市出身の、日本の女子プロゴルファーである。所属はフリー。

## 経歴
日本ウェルネス高等学校卒業。
祖父の影響で9歳からゴルフを始めるが、11歳までは「タカラジェンヌ」を目指していた。
アマチュア時代の主な成績として「全日本小学生ゴルフトーナメント関東大会」優勝（2010年）、「関東中学校ゴルフ選手権 夏季大会」優勝（2012年）等がある。また2011年と2012年に「キャロウェイゴルフ世界ジュニアゴルフ選手権」出場がある他、日本ジュニアゴルフ協会（JJGA）主催大会で3度の優勝がある。
高校卒業後の2017年にLPGA最終プロテストに進出するも52位で不合格。
2018年2度目のLPGA最終プロテスト進出を果たし、5位タイで合格。LPGA90期生となる。同年ファイナルクォリファイングトーナメント（QT）に進出し65位。
2019年シーズンからディライトワークス所属。年間獲得賞金ランキング59位、ファイナルQT37位となる。
2024年3月、アクサレディスゴルフトーナメント in MIYAZAKIで初優勝。

## トーナメント優勝

### ツアー優勝

#### JLPGAツアー (1)
| No. | Date          | Tournament                                   | スコア           | 2位との差 | 2位（タイ） |
| --- | ------------- | -------------------------------------------- | ---------------- | --------- | ----------- |
| 1   | 2024年3月24日 | アクサレディスゴルフトーナメント in MIYAZAKI | −13（65-66=131） | 1打差     | 山下美夢有  |

## 人物
- 2017年、週間ゴルフダイジェストの「ビューティークイーン」に選出された[11]。

## TV番組
- ゴルフサバイバル - 2019年1月の陣 (BS日テレ)